# Antigonia (Gattung)
Antigonia ist eine Gattung kleiner bis mittelgroßer Meeresfische, die weltweit in allen warmen und gemäßigten Ozeanen, meist in Tiefen von 50 bis 600 Metern, (benthopelagisch) vorkommen.

## Merkmale
Antigonia-Arten werden 5,5 bis 30 Zentimeter lang. Ihr Körper ist rautenförmig, sehr hochrückig, seitlich stark abgeflacht und mit kleinen Kammschuppen bedeckt, die meist mit großen erhöhten Graten besetzt sind. Ihre Rückenflosse wird von acht oder neun Flossenstacheln und 26 bis 38 Weichstrahlen gestützt, die Afterflosse von drei Stacheln und weiteren (ca. 25–35) Weichstrahlen. Die Schwanzflosse besitzt zehn verzweigte Flossenstrahlen, so dass sich insgesamt zwölf Hauptstrahlen und sieben oder acht Nebenstrahlen ergeben. Alle Antigonia-Arten sind rötlich und silbrig gefärbt. Das Nasale (Nasenbein) artikuliert mit dem zum Maxillare ausgerichteten Fortsatz ihres Palatinum (Gaumenbeins), wodurch die Riechfunktion verbessert wird. Das Maul ist weit vorstreckbar (protraktil – Ernährung von kleineren, flüchtigen Tieren wie Garnelen, Fischen).

## Systematik

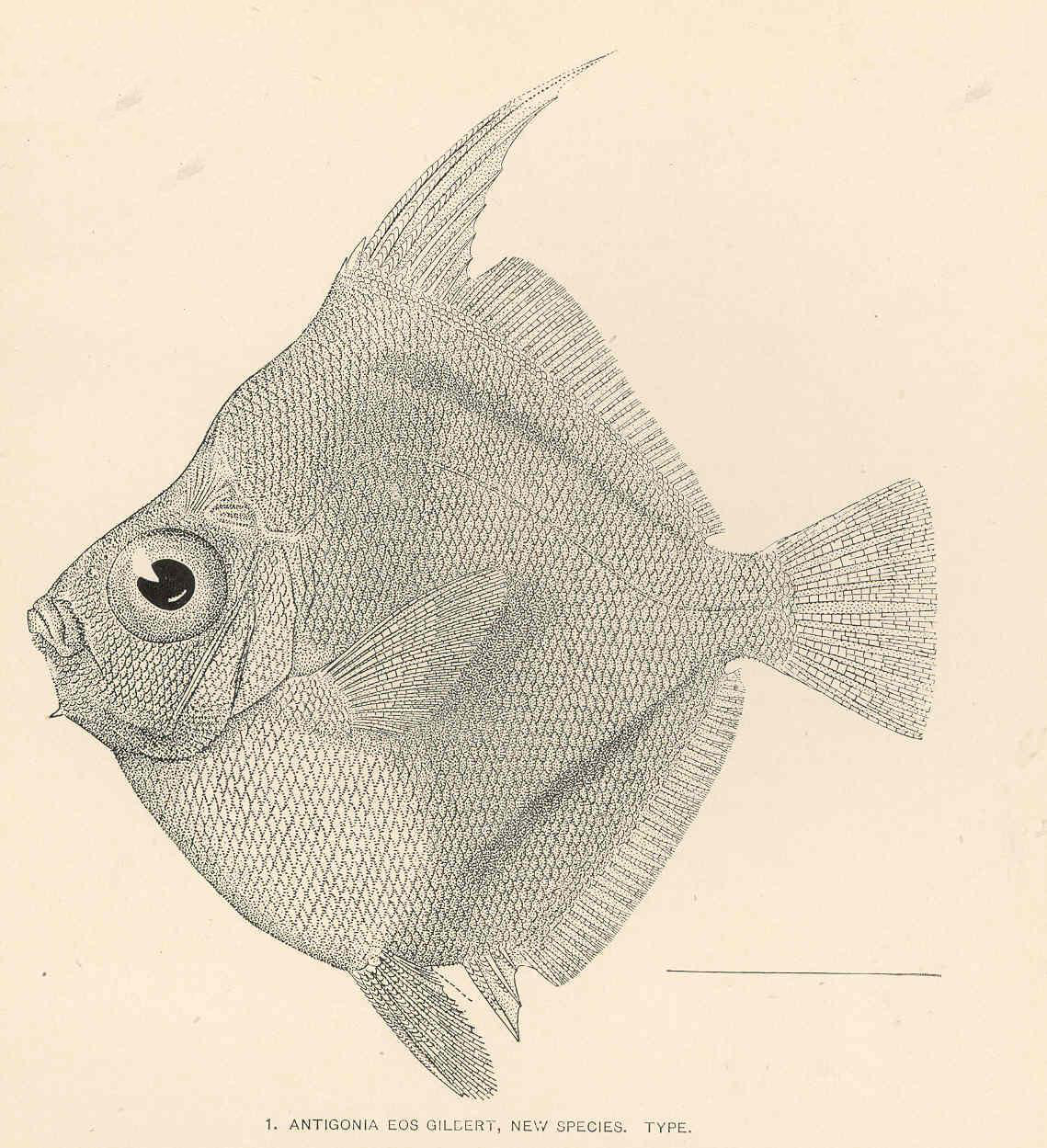
Antigonia eos

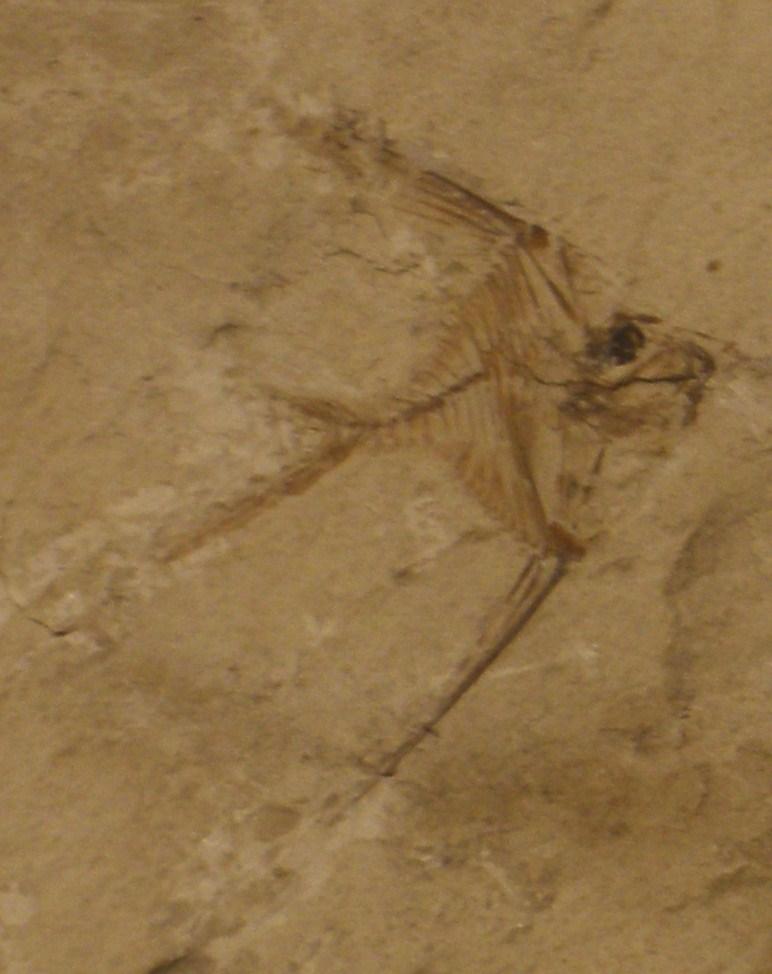
Fossil von Antigonia veronensis

Die Gattung Antigonia wurde im Jahr 1843 durch den englischen Naturforscher Richard Thomas Lowe zusammen mit der Familie der Eberfische (Caproidae), der Antigonia zugeordnet wurde, eingeführt. Die Gattung ist mit der einzigen weiteren Art der Familie Caproidae, dem Eberfisch, jedoch nicht besonders nah verwandt und die Zuordnung war nur provisorisch. Die australischen Ichthyologen Anthony Gill und Jeffrey M. Leis führten im Oktober 2019 die Familie Antigoniidae ein mit Antigonia als einziger Gattung. Gleichzeitig stellten sie die Antigoniidae in die Ordnung der Doktorfischartigen (Acanthuriformes). Antigonia teilt mit den übrigen Doktorfischartigen ein einzigartiges Merkmal (eine Synapomorphie), die zu Diagnose der Ordnung herangezogen wurde. Bei den Larven und adulten Exemplaren von Antigonia und den übrigen Doktorfischartigen wachsen die nachwachsenden Zähne an den Außenseiten der Kiefer und ersetzen gruppenweise ihre Vorgänger.
Antigonia-Fossilien sind aus dem Eozän und dem Miozän bekannt. Eine Fundstelle ist der Monte Bolca in der Nähe der italienischen Stadt Verona.

## Arten
Zur Gattung Antigonia werden gegenwärtig (September 2022) 18 Arten gezählt:
- Antigonia aurorosea Parin & Borodulina, 1986
- Antigonia capros Lowe, 1843
- Antigonia combatia Berry & Rathjen, 1959
- Antigonia emanuela Prokofiev, Psomadakis & Gon, 2020
- Antigonia eos Gilbert, 1905
- Antigonia hulleyi Parin & Borodulina, 2005
- Antigonia indica Parin & Borodulina, 1986
- Antigonia kenyae Parin & Borodulina, 2005
- Antigonia malayana M. C. W. Weber, 1913
- Antigonia ovalis Parin & Borodulina, 2006
- Antigonia quiproqua Parin & Borodulina, 2006
- Antigonia rhomboidea McCulloch, 1915
- Antigonia rubescens (Günther, 1860)
- Antigonia rubicunda Ogilby, 1910
- Antigonia saya Parin & Borodulina, 1986
- Antigonia socotrae Parin & Borodulina, 2006
- Antigonia undulata Parin & Borodulina, 2005
- Antigonia xenolepis Parin & Borodulina, 1986